# Église Notre-Dame-de-l'Assomption de Stains
L'église Notre-Dame-de-l'Assomption est une église située à l'angle de la rue Carnot et de la rue du Repos à Stains en Seine-Saint-Denis, et dédiée à l'Assomption de la Vierge Marie. Elle dépend du diocèse de Saint-Denis et est une station du chemin de Compostelle qui traverse Plaine Commune.

## Histoire

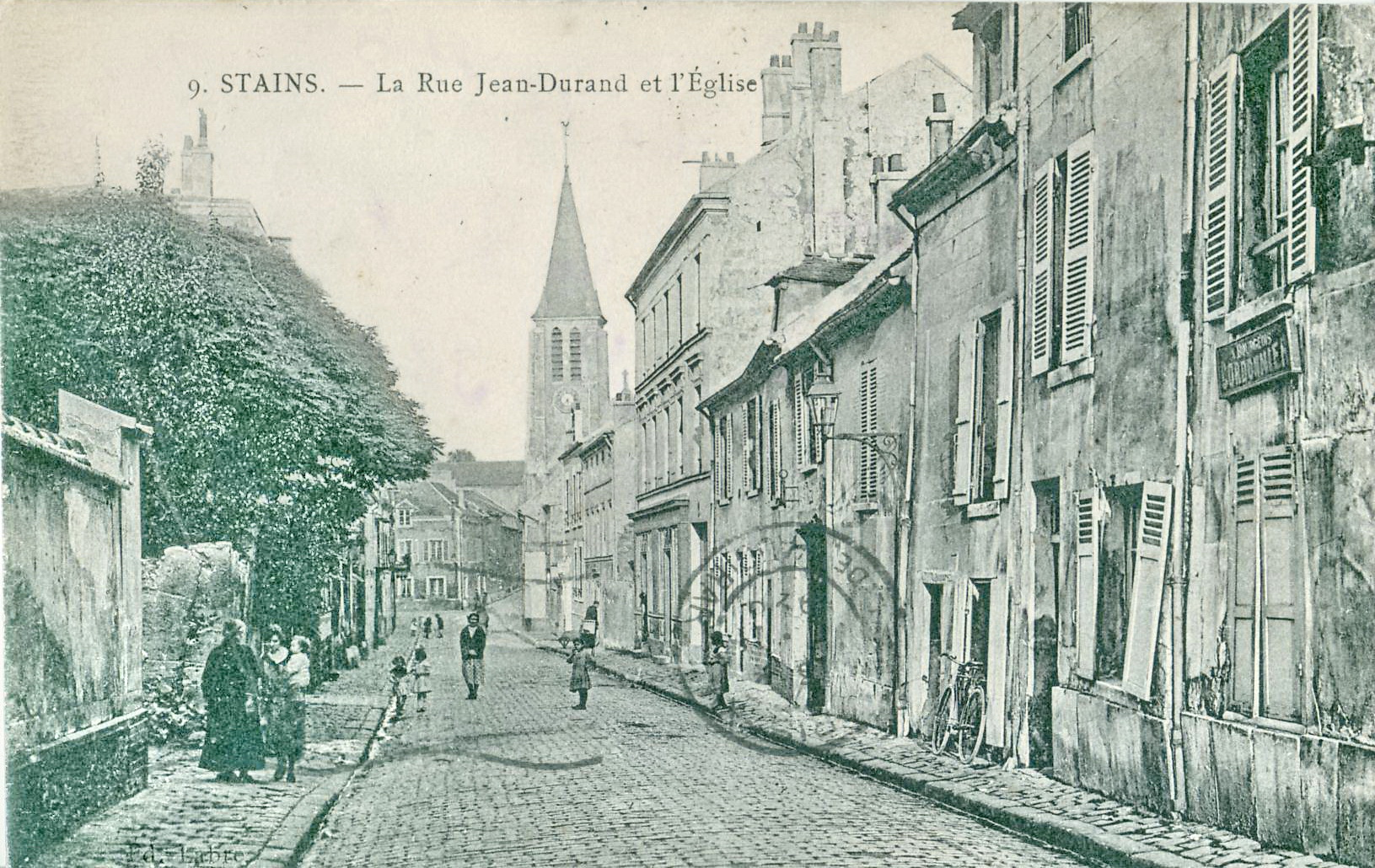
La rue Jean-Durand et l'église.

Construite dans la seconde moitié du XVIe siècle, elle reçoit sa dédicace le 10 juin 1560 d'Eustache du Bellay, évêque de Paris. Auparavant, la paroisse avait été érigée par Pierre de Nemours en 1213.
Les voûtes ont été reconstruites après les bombardements de la guerre de 1870.
En 1929, l'église a été dotée de deux verrières réalisées par les ateliers Lorin de Chartres, alors dirigés par Charles Lorin : l'une représentant l'Adoration des Mages et des bergers (baie 1), l'autre l'Annonciation (baie 2).
Le clocher a été abattu en 1950.

## Intérieur
Elle abrite un maître-autel et un retable classés monuments historiques. L'édifice a été fermé au public en 1995 à cause de risques d'écroulement, date à laquelle des sondages archéologiques ont été réalisés. Des travaux sont entrepris en mai 2012 pour une durée de deux ans.
Le retable de pierre  et l’autel avec tabernacle sculpté datent de la deuxième moitié du XVIIe siècle. L'église est inscrite au répertoire des monuments historiques depuis 1984.

## L'église et les arts
L'église a été représentée par Maurice Utrillo dans le tableau Église de Stains (huile sur toile, 74 x 90 cm, Galerie Pétridès, c. 1930).

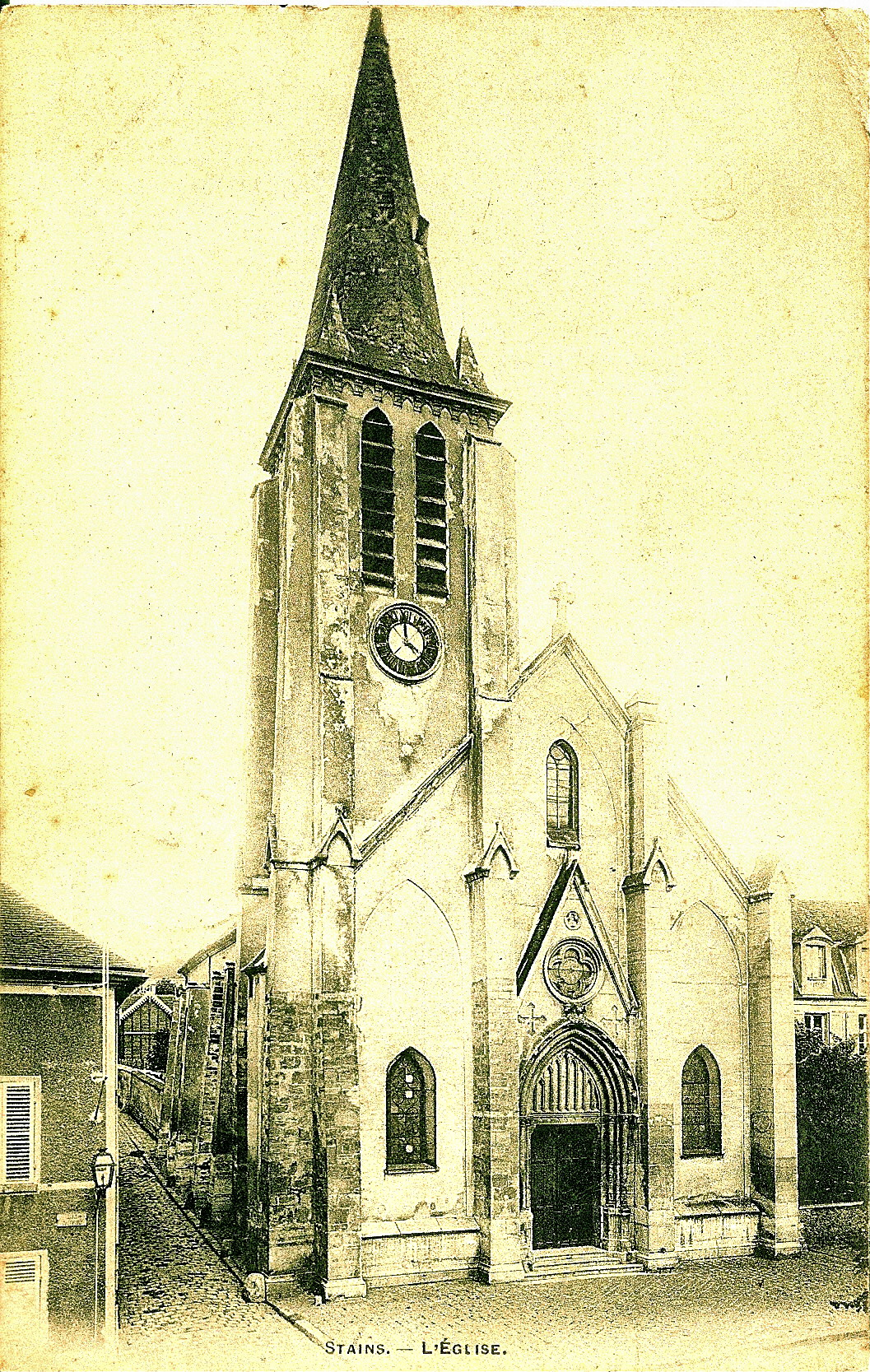
L'église Notre-Dame-de-l'Assomption, carte postale oblitérée en 1903.
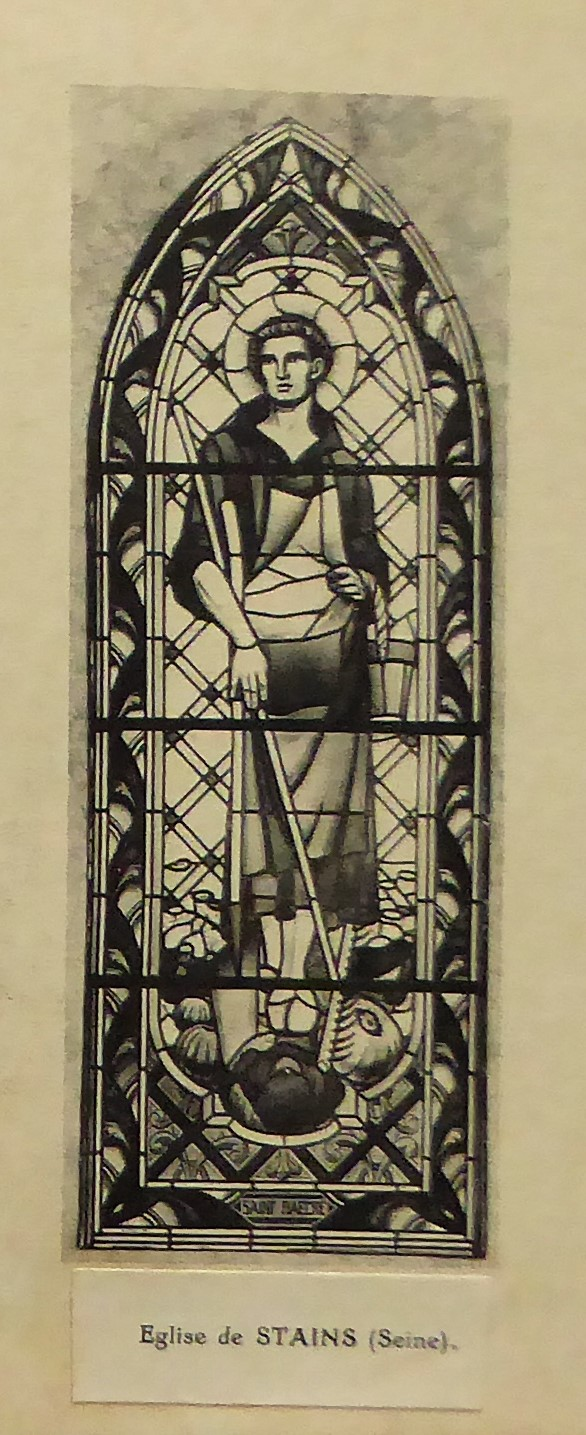
Vitrail du catalogue de Charles Lorin.
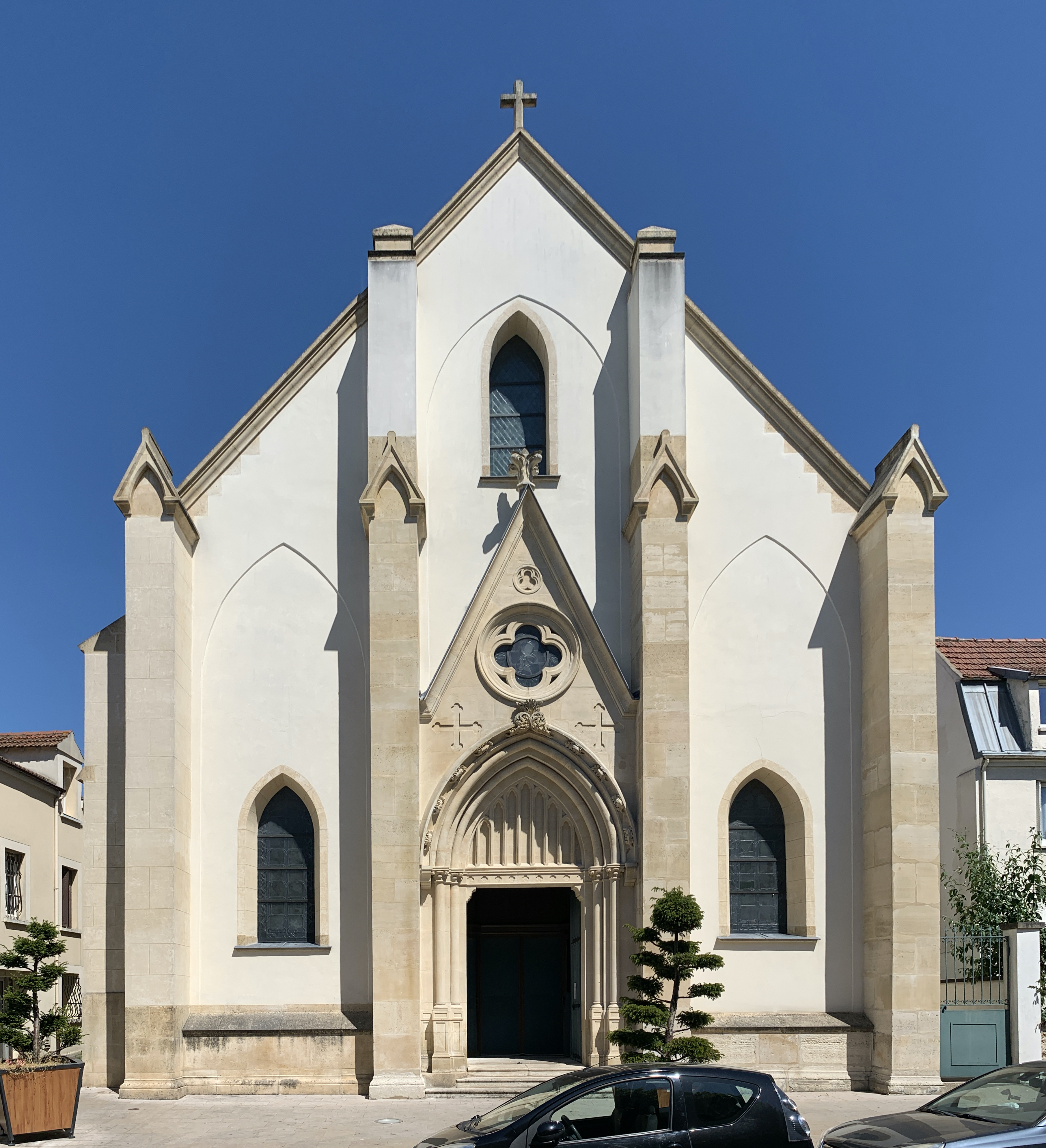
La façade principale en mai 2020.